# 얀데레 시뮬레이터
얀데레 시뮬레이터(영어: Yandere Simulator)는 미국의 프로그래머인 'YandereDev'(본명: 알렉산더 마헨)가 개발 중인 잠입 시뮬레이션 게임이다. 2020년, 얀데레 시뮬레이터의 공식 데모가 공개되었다. 출시일은 미정이다. 얀데레 여학생, '아야노 아이시'가 자신이 사랑하는 선배인 '타로 야마다'에게 접근하는 다른 여학생들을 은밀하게 제거하는 것이 목표다.

## 개발
얀데레 시뮬레이터의 개발은 2014년부터 시작되었다. 개발자는 게임을 테스트하기 위해 테스트 빌드를 출시했다.
개발자는 빌드 출시를 거듭할수록, 라이벌을 자살로 위장한 살인이나 독살, 감전사, 익사하게 만드는 기능, 그리고 납치와 고문, 다른 학생의 교복 훔쳐입기, 다른 학생과 친구가 되기, 작은 미니 게임, 자전거를 타고 마을을 돌아다닐 수 있게 하는 기능 등을 차례적으로 추가했다.
개발 초기에 기괴한 분위기의 고어 게임이란 점 때문에 많은 비판을 받았지만, 여러 인기 유튜버들이 이 게임을 플레이하면서 인지도가 엄청난 속도로 상승하였고, 얀데레 시뮬레이터 캐릭터들이 들어간 만화와 애니메이션, 뮤지컬 그리고 코스프레 등이 유행하면서 얀데레 시뮬레이터의 인기는 어마무시해진다.
2020년, 얀데레 시뮬레이터는 테스트 빌드에서 공식 데모로 업데이트 되었다. 첫 번째 라이벌, '오사나 나지미'가 게임에 추가되었다.
2021년, 얀데레 시뮬레이터 스토리의 프리퀄인 '1980년대 모드'가 공개되었다. 1980년대 모드는 몹시 긍정적인 평가를 받았다.
2023년, 게임을 처음하는 사람들을 위하여 튜토리얼이 만들어졌다.
2024년, 두 번째 라이벌, '아마이 오다야카'가 게임에 추가되었다.
현재 개발자는 얀데레 시뮬레이터의 정식 발매를 준비 중이다.
개발자는 얀데레 시뮬레이터의 출시일은 미정이며, 출시 후에 STEAM에서 게임을 살 수 있을 것이라고 발표했다.